# Río Grande (Steinman)
El río Grande es un curso natural de agua que nace al oeste de la ciudad de Punta Arenas y fluye hacia el oeste hasta desembocar en la ribera suroriente del seno Otway, cerca de la Punta Steinman: 360 
(Existe también el río Grande (Isla Riesco), que desemboca en la ribera norponiente del seno Otway, en punta Hately.)

## Historia
Luis Risopatrón lo describe en su Diccionario Jeográfico de Chile (1924):
Grande (Río). Nace en las faldas W de los cerros de Brecknock, corre hácia el NW en una hermosa pampa con mucho pasto i desemboca en una playa de aguas bajas, de la parte S de las aguas de Otway, en las vecindades de la punta Steiman.